# Skyline Express Airline
Skyline Express Airline, in precedenza Azur Air Ukraine e UTair-Ukraine, è una compagnia aerea charter ucraina con sede all'aeroporto di Kiev-Boryspil'.

## Storia

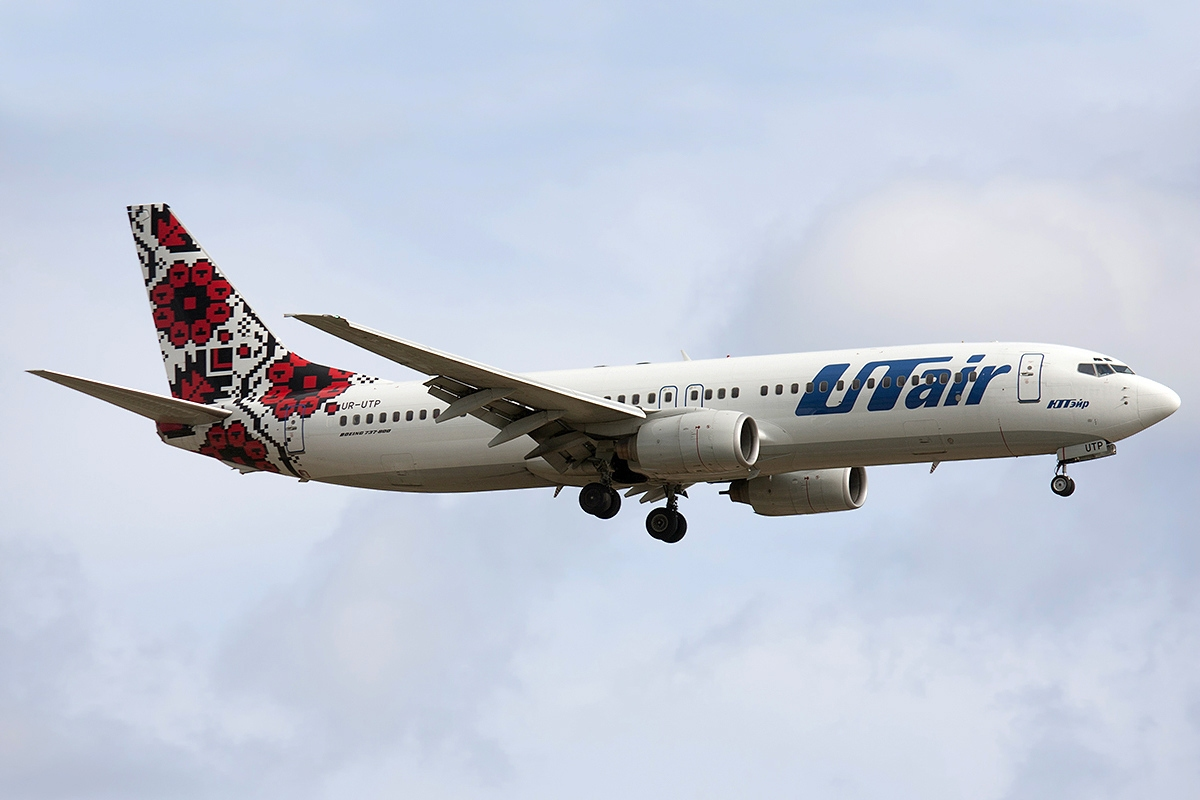
Un Boeing 737-800 della UTair-Ukraine.

### UTair-Ukraine
Fondata nel 2008, UTair-Ukraine è stata costituita come controllata ucraina della compagnia madre russa, UTair Aviation, per servire destinazioni nazionali e internazionali.

### Azur Air Ukraine
Nell'ottobre 2015, è stato annunciato che il tour operator Anex Tours avrebbe acquisito UTair-Ukraine da UTair Aviation con l'obiettivo ribattezzarla Azur Air Ukraine e utilizzarla per operare voli charter nazionali e internazionali dall'Ucraina. La vendita e il rebranding sono stati confermati poco dopo. Poche settimane dopo, Anex acquistò anche la russa Azur Air. La flotta della compagnia risultava tutta in storage dopo l'invasione russa dell'Ucraina del 2022.

### Skyline Express Airline
Nel marzo 2023, la compagnia è stata rinominata Skyline Express Airline.

## Flotta

### Flotta attuale
A maggio 2023 la flotta di Skyline Express Airline è così composta:

### Flotta storica
Skyline Express Airline operava in precedenza con i seguenti aeromobili:
- Boeing 737-900ER